# Lichonycteris obscura
Lichonycteris obscura là một loài động vật có vú trong họ Dơi mũi lá, bộ Dơi. Loài này được Thomas mô tả năm 1895.

## Hình ảnh

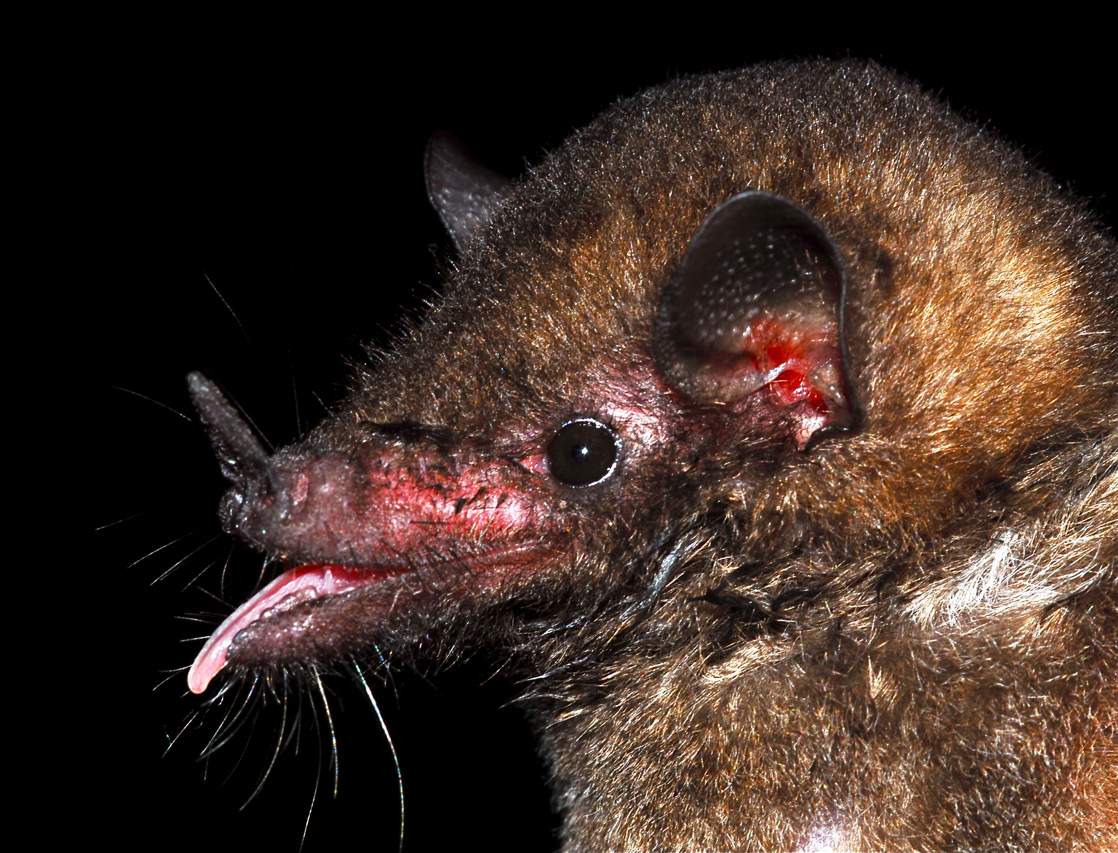